# Sclerochiton preussii
Sclerochiton preussii là một loài thực vật thuộc họ Acanthaceae. Loài này có ở Cameroon và Nigeria. Môi trường sống tự nhiên của chúng là rừng ẩm vùng đất thấp nhiệt đới hoặc cận nhiệt đới.